# Fiat Stilo
La Fiat Stilo (Progetto 192) è un modello di automobile di classe media costruito dalla casa automobilistica italiana FIAT dal 2001 al 2010.
Presentata al Salone dell'automobile di Ginevra nel marzo 2001 come erede delle vetture di gamma media Bravo e Brava, in seguito sostituirà anche la Marea per quanto riguarda la versione familiare.
Per il mercato europeo è stata costruita in Italia, negli stabilimenti Fiat di Cassino dal 2001 al 2008, mentre in Brasile, nello stabilimento di Betim, è stata prodotta per il Sud America dal 2002 al 2010.

## Caratteristiche

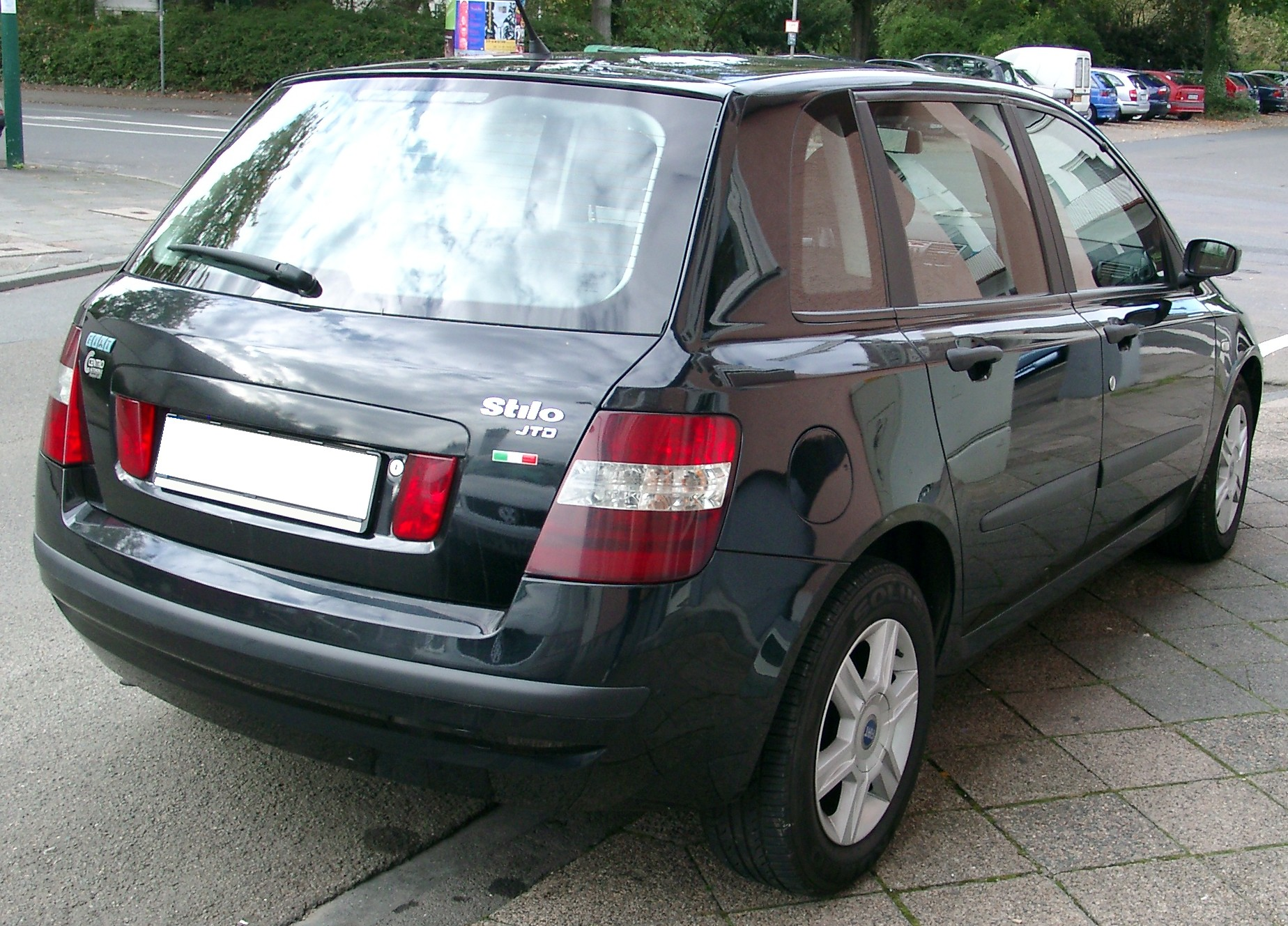
Posteriore di una Stilo 5 porte del 2001

Stilo era proposta fin dall'inizio in due varianti di carrozzeria, nettamente differenti tra loro nella parte posteriore: più slanciata e sportiva la 3 porte, più "familiare" la 5 porte, caratterizzata tra l'altro da un'altezza superiore alla media, che la avvicina per versatilità alle monovolume medie (come, per esempio, la Renault Scénic). 
Inizialmente i motori disponibili sono tre unità a benzina (un 1.600 cm³ 16 valvole da 103 cavalli, un 1.800 cm³ 16 valvole da 133 cavalli e un 2.400 cm³ 20 valvole da 170 cavalli per l'allestimento sportivo Abarth), e una a gasolio (il turbodiesel 1.910 cm³ JTD da 115 cavalli). Nel gennaio 2002 si aggiungono due motorizzazioni di base: un 1.200 cm³ a benzina da 80 cavalli con cambio a 6 marce e un 1.910 cm³ JTD depotenziato di pari potenza.
Tra le caratteristiche della Stilo vi è il servosterzo con guida elettrica, noto con l'acronimo EPS (Electric Power Steering) sviluppato da TRW. Come già in precedenza sulla Fiat Punto del 1999, questo sistema permette anche di alleggerire ulteriormente lo sforzo richiesto al guidatore durante le manovre di parcheggio o la marcia a bassa velocità, opzione che può essere attivata mediante un tasto posizionato sulla plancia, caratterizzato dalla scritta "CITY".
La vettura prevedeva dotazioni di sicurezza e comfort (di serie o opzionali a seconda degli allestimenti) quali: il sistema ESP, airbag a tendina, airbag laterali anteriori e posteriori, sellerie in pelle, sedili a regolazione elettrica con memoria e riscaldati, fari allo xeno con lavaproiettori e autolivellamento, automatismo per tergicristalli e luci, climatizzatore automatico bizona con possibilità di riscaldatore elettrico PTC o riscaldatore autonomo a combustibile, cruise control, tetto apribile lamellare, sistema keyless con avviamento a pulsante, sensori di parcheggio posteriori, sistema multimediale di infotainment con telefono gsm e navigatore, impianto hi-fi amplificato con subwoofer dedicato e varie appendici aerodinamiche.

## Il design
Lo stile definitivo è maturato, come sempre, partendo da diverse proposte. La ricerca stilistica è nata nel 1998 e ha portato a tre restituzioni grafiche definitive, tutte interne al centro stile. Le tre proposte erano dei designer Mauro Basso, Aaron Hawkins e Thomas Sälzle.
L'allora responsabile dello stile Fiat era Peter Fassbender che ha scelto lo stile di Mauro Basso per gli esterni, agli interni invece c'era Peter Jansen. L'allora sovrintendente dello stile dell'intero gruppo, invece, era Nevio Di Giusto che era anche il responsabile dell'ingegneria di prodotto Fiat Auto.

## Mercato e versioni successive

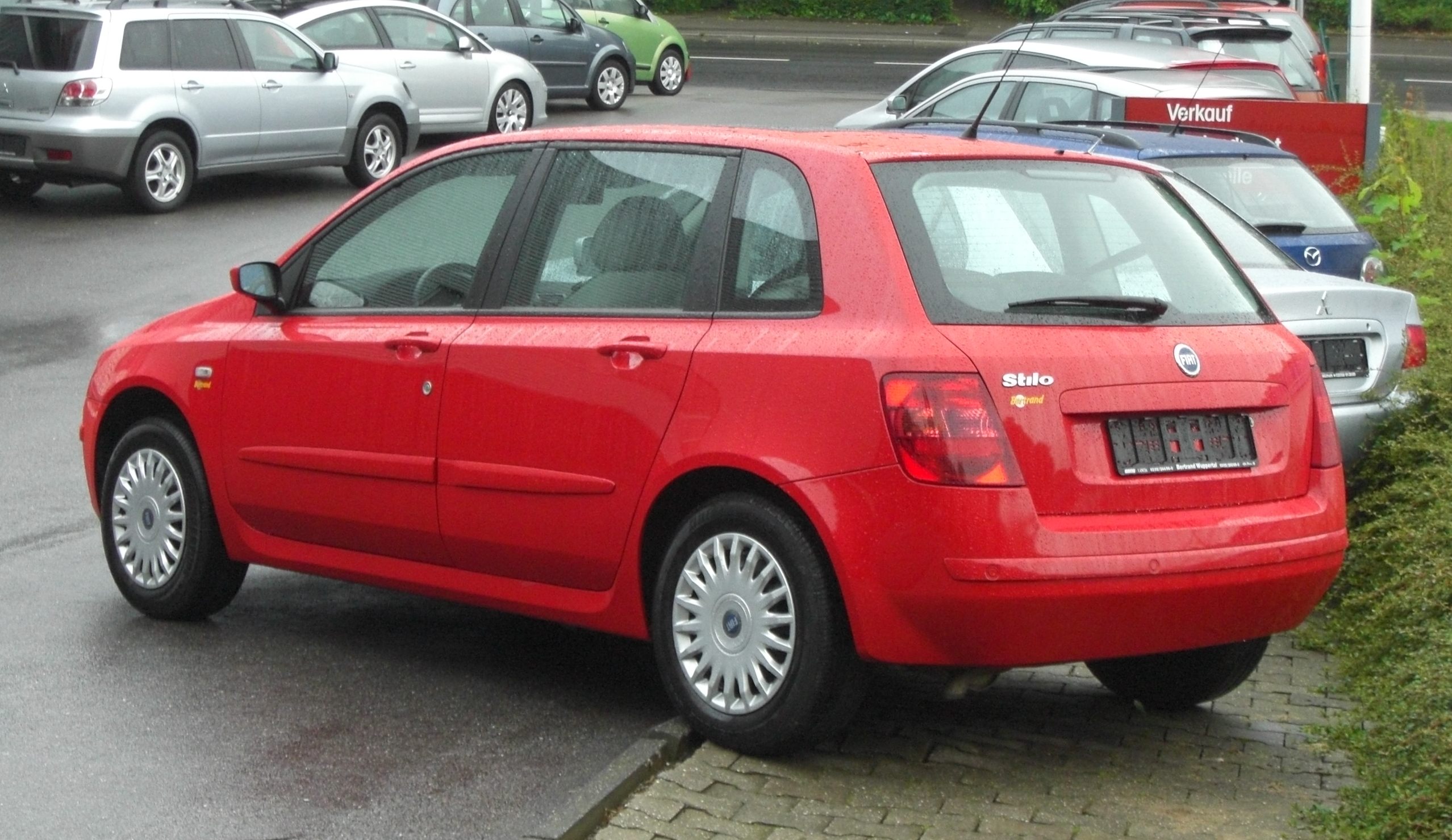
posteriore Fiat Stilo restyling

La Fiat Stilo viene immessa nel mercato a partire dall'ottobre 2001, in concorrenza con affermate vetture quali Volkswagen Golf e Ford Focus, oltre che con la neonata Peugeot 307, con cui la Stilo ha in comune l'altezza superiore alla norma. La Stilo viene apprezzata soprattutto per la sua versatilità interna, per le solide motorizzazioni diesel common rail e per gli equipaggiamenti ricchi di novità tecnologiche, di cui alcuni non disponibili o disponibili solo con determinate configurazioni per vetture di classe superiore.
A novembre 2002 (in concomitanza con un lieve aggiornamento della gamma e la risoluzione di alcuni difetti di gioventù) cominciano le vendite della versione station wagon, denominata "Stilo Multiwagon", che andrà a sostituire nei listini la Fiat Marea Weekend; tale versione riscuote interesse, grazie ai suoi 1600 litri di capacità massima di carico abbinati a una discreta compattezza.

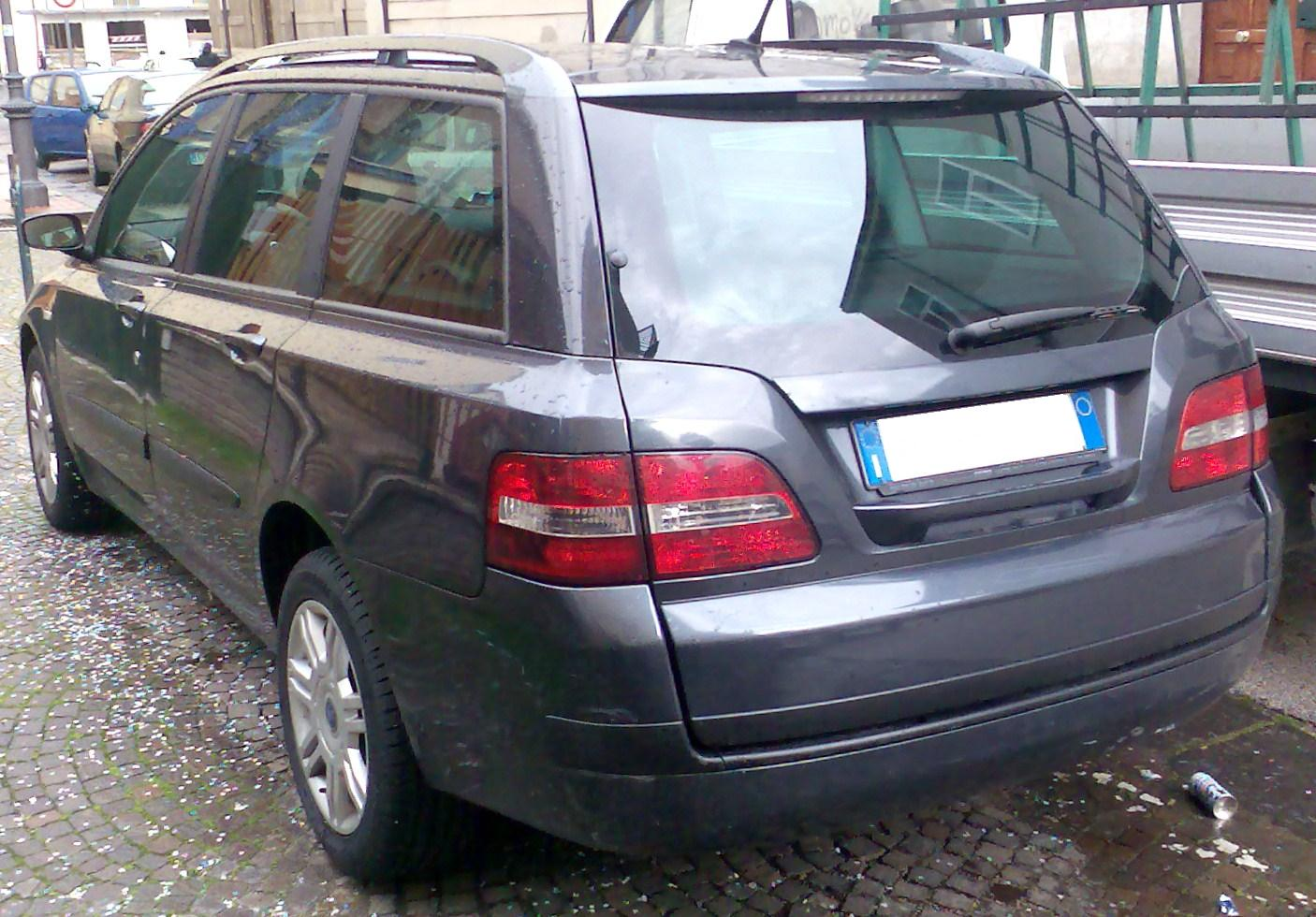
Fiat Stilo Multiwagon

A fine 2003 viene presentato il modello per l'anno 2004: lievi aggiornamenti estetici (logo Fiat sul baule, modanature in tinta e nuovi fari posteriori per la 5p e nuovo maniglione sulla MultiWagon) un affinamento delle rifiniture (introdotto l'allestimento Gt per la 3p in luogo del vecchio Dynamic, ora più sportiveggiante con spoiler e inserti interni grigio kyron, abolito il velluto) e due nuovi motori: un 1.368 cm³ a benzina da 95 cavalli, in luogo del 1.242 cm³, e un potente turbodiesel "Multijet" da 1.9 litri e 140 cavalli, 6 marce (già apprezzato sulla 147).
A novembre 2004 la gamma diesel si arricchisce ulteriormente del 1.900 cm³ JTD da 100 cavalli, mentre debutta una speciale versione numerata sportiva (con allestimento di carrozzeria specifico Zender, alcuni optional di serie e solo colore Rosso Corsa Vr/A) dedicata al campione del mondo di Formula 1 Michael Schumacher; il motore 2,4 litri da 170 cavalli è ora disponibile anche con cambio manuale a 5 rapporti (in precedenza era abbinato al solo Selespeed) negli allestimenti Abarth e Schumacher.
Nel corso del 2005 il motore diesel da 1,9 litri JTD da 115 cavalli Euro 3 viene sostituito dal più moderno Euro 4 1.9 Multijet da 120 cavalli (a 8 valvole, 2 per cilindro), mentre la versione Euro 3 da 140 cavalli (16 valvole, 4 per cilindro) viene portata a 150 cavalli con aggiornamento a Euro 4. A fine anno un 1.600 da 105 cavalli omologato Euro 4 di provenienza Opel-GM prende il posto del precedente 1.600 cm³ da 103 cavalli.

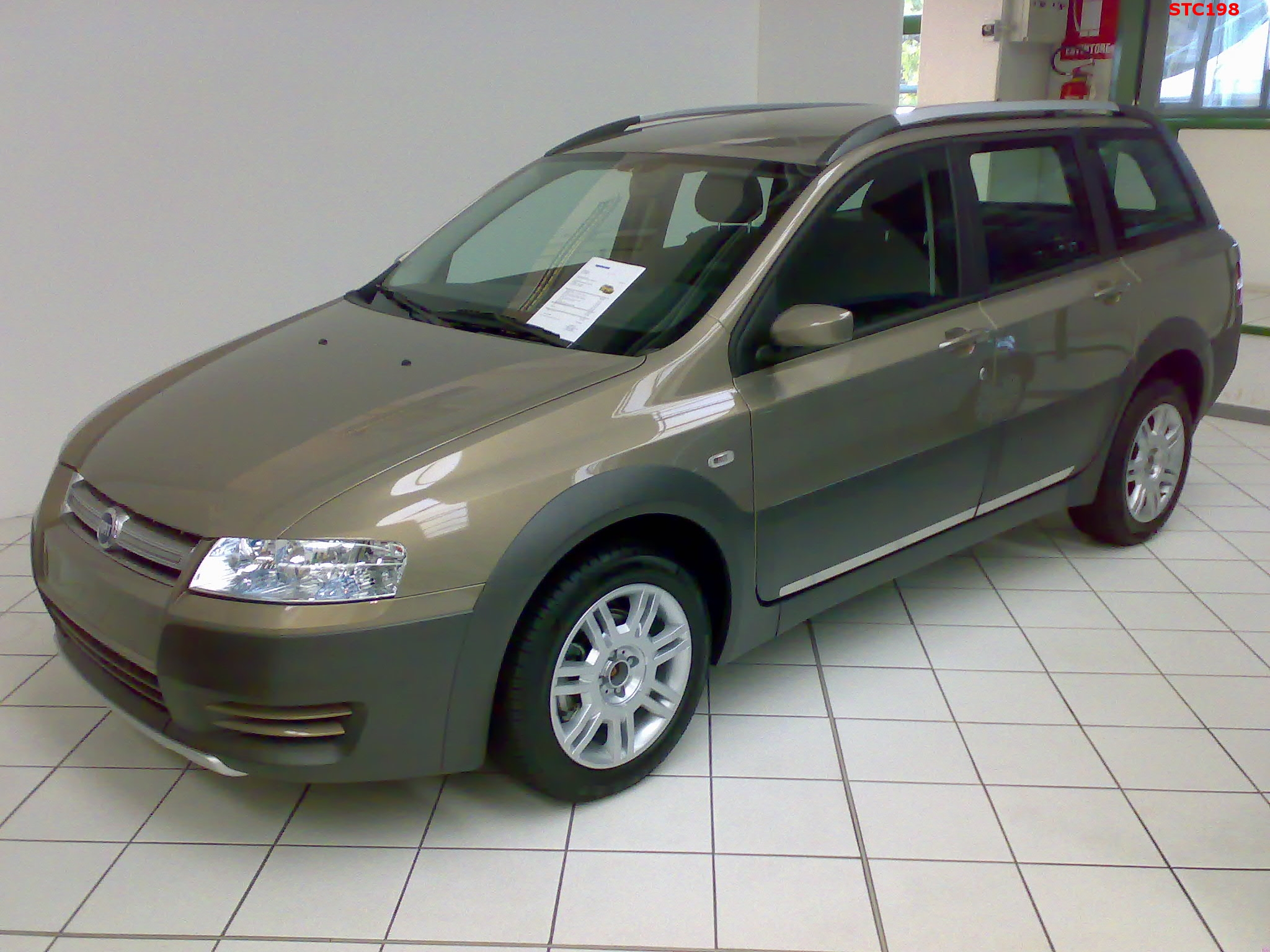
Fiat Stilo Multiwagon in versione "Giardinetta"

L'ultimo aggiornamento disponibile è il modello per l'anno 2006, presentato a inizio anno e caratterizzato principalmente da una nuova griglia frontale Chrome Shadow (per family feeling con i modelli Fiat del periodo), nuovi tessuti più moderni, e finiture interne e allestimenti semplificati; dall'introduzione (per il mercato italiano, dato che all'estero è già presente da diversi mesi) della versione Uproad, un allestimento della Multiwagon con aspetto quasi da SUV, ma mantenendo la trazione anteriore, disponibile solo a gasolio e in seguito denominata Giardinetta; dall'uscita di scena (causa prossimo pensionamento di tutta la gamma) delle motorizzazioni benzina 1,8 e 2,4 litri. Ora tutta la gamma Stilo rispetta le normative antinquinamento Euro 4, e i diesel 120 CV possono montare come optional il FAP.
Fecero la loro comparsa le versioni Feel (una Actual con clima, radio e maniglie in tinta) e la Racing 3 porte (una Active con body kit sportivo, cerchi 17" e pedaliera in alluminio).

## Fiat Stilo in Brasile (2002-2010)
La Stilo è stata prodotta in Brasile dal 2002 al 2010 nello stabilimento di Betim, esclusivamente nella versione berlina a 5 porte e con alcune motorizzazioni benzina specifiche quali 1.8 e 2.4. Nel 2008 la Stilo subisce un ulteriore aggiornamento chiamato BlackMotion, per poi uscire definitivamente di produzione nel settembre del 2010. 

### Operazione sicurezza
Nel 2010 il ministero della giustizia brasiliano ordinò alla Fiat il richiamo delle Stilo prodotte nel 2004 per un problema ai mozzi delle ruote posteriori. Il Dipartimento brasiliano di protezione difesa del consumatore stabilì che la Fiat dovesse sostituire i pezzi sotto accusa della Stilo fabbricata in Brasile, perché sospetti di aver ceduto con la vettura in movimento, provocando il distacco della ruota. Il richiamo ha riguardato una produzione di 60.000 vetture. La Fiat è stata condannata a una multa di 3 milioni di reais pari a 1,68 milioni di dollari.

## Costi
La Fiat ha investito per il lancio della Stilo l'equivalente di 900 milioni di euro, di cui 700 per la sua industrializzazione e 200 per lo sviluppo. Al momento degli studi di fattibilità, per rientrare degli elevati costi di sviluppo, la Fiat aveva programmato di commercializzare 200.000 Stilo all’anno. Alla fine del ciclo di vita vennero prodotti appena 790.000 esemplari. La casa torinese perse per ogni Stilo venduta 2.410 euro: in totale, il modello pesò sulle casse per 2.100.000.000 euro. A causa del flop economico, la Fiat rischiò la bancarotta. La Stilo risulta essere, ancor’oggi, l’auto più costosa mai sviluppata da Fiat.

## Motorizzazioni
| Modello                             | Disponibilità              | Motore                       | Cilindrata cm³ | Potenza kW (CV)/rpm | Coppia massima N·m/rpm | Emissioni CO2 (g/km) | 0–100 km/h (secondi) | Velocità max (km/h) | Consumo medio (km/l) |
| 1.2 F.I.R.E. 16V 80                 | da inizio 2002 a fine 2003 | 4 cilindri in linea, Benzina | 1242           | 59 (80)/5000        | 114/4000               | --                   | 13,4                 | 172                 | 15,8                 |
| 1.4 F.I.R.E. 16V 95                 | da inizio 2004             | 4 cilindri in linea, Benzina | 1368           | 70 (95)/5800        | 128/4500               | 153                  | 12                   | 180                 | 15,3                 |
| 1.6 Torque 16V 103                  | dal debutto a fine 2005    | 4 cilindri in linea, Benzina | 1596           | 76 (103)/5750       | 145/4000               | --                   | 10,9                 | 183                 | 13,3                 |
| 1.6 Ecotec 16V 105                  | da fine 2005               | 4 cilindri in linea, Benzina | 1598           | 77 (105)/6200       | 150/3900               | 159                  | 12                   | 185                 | 14,9                 |
| 1.8 Pratola Serra 16V 133           | dal debutto                | 4 cilindri in linea, Benzina | 1747           | 98 (133)/6400       | 162/3500               | --                   | 9,5                  | 203                 | 12,5                 |
| 2.4 Pratola Serra 20V 170           | da fine 2003               | 5 cilindri in linea, Benzina | 2446           | 125 (170)/6000      | 221/3500               | --                   | 8,5                  | 217                 | 10,3                 |
| 2.4 Pratola Serra 20V 170 Selespeed | dal debutto                | 5 cilindri in linea, Benzina | 2446           | 125 (170)/6000      | 221/3500               | --                   | 8,5                  | 217                 | 10,3                 |
| 1.9 JTD 80                          | da inizio 2002 a fine 2003 | 4 cilindri in linea, Diesel  | 1910           | 59 (80)/4000        | 196/1500               | --                   | 12,9                 | 172                 | 18,5                 |
| 1.9 JTD 8V 100                      | da fine 2006               | 4 cilindri in linea, Diesel  | 1910           | 73,5 (100)/4000     | 200/2000               | --                   | 11,6                 | 183                 | 18,8                 |
| 1.9 JTD 115                         | dal debutto a fine 2004    | 4 cilindri in linea, Diesel  | 1910           | 85 (116)/4000       | 255/2000               | 143 (149 MW)         | 11,2                 | 193                 | 18,8                 |
| 1.9 Multijet 8V 120                 | da fine 2005               | 4 cilindri in linea, Diesel  | 1910           | 88 (120)/4000       | 255/2000               | 140                  | 10,7                 | 194                 | 18,8                 |
| 1.9 JTD 16V 140                     | da fine 2003 a fine 2005   | 4 cilindri in linea, Diesel  | 1910           | 103 (140)/4000      | 305/2000               | --                   | 9,7                  | 203                 | 17,8                 |
| 1.9 Multijet 16V 150                | da fine 2005               | 4 cilindri in linea, Diesel  | 1910           | 110 (150)/4000      | 305/2000               | 149                  | 8,8                  | 209                 | 17,8                 |